# تد تيرنر
روبرت إدوارد تيرنر الثالث (بالإنجليزية: Robert Edward Turner III)‏ ولد بتاريخ 19 نوفمبر 1938. رجل أعمال أمريكي، يمتلك العديد من وسائل الإعلام، وشركات الترفيه مثل، إستوديوهات يونيفيرسال لإنتاج الأفلام، كما أنه هو مؤسس قناة سي إن إن ومؤسس وورلد تشامبيونشيب ريسلنغ , تزوج الممثلة الأمريكية جين فوندا في عام 1991 وانفصلا في عام 2001.

## روابط خارجية
- تد تيرنر على موقع IMDb (الإنجليزية)
- تد تيرنر على موقع الموسوعة البريطانية (الإنجليزية)
- تد تيرنر على موقع مونزينجر (الألمانية)
- تد تيرنر على موقع ميوزك برينز (الإنجليزية)
- تد تيرنر على موقع إن إن دي بي (الإنجليزية)
- تد تيرنر على موقع قاعدة بيانات الفيلم (الإنجليزية)